# Mézières-en-Santerre
Mézières-en-Santerre är en kommun i departementet Somme i regionen Hauts-de-France i norra Frankrike. Kommunen ligger i kantonen Moreuil som tillhör arrondissementet Montdidier. År 2022 hade Mézières-en-Santerre 527 invånare.

## Befolkningsutveckling
Antalet invånare i kommunen Mézières-en-Santerre
| Referens: INSEE |